# Hermann von Wilczeck
Hermann Karl Ernst Moritz baron von Wilczeck (né le 1er septembre 1836 à Polkwitz et mort le 31 octobre 1901 à Wiesbaden) est un général d'infanterie prussien.

## Biographie

### Origine
L'arrière-grand-père d'Hermann, Matthias Wilczeck, a été élevé à la noblesse héréditaire prussienne le 10 octobre 1769 et au rang de baron le 29 mars 1787. Il est le fils du colonel prussien et commandant du 1er régiment d'uhlans Joseph von Wilczeck (1794-1852) et sa femme Karoline, née Sethe (1804-1860).

### Carrière militaire
Wilczeck étudie à l'école bourgeoise de sa ville natale et la maison des cadets de Wahlstatt, qu'il doit quitter fin mars 1850 à la demande de son père. Il suit ensuite les cours de l'école de Breslau et du lycée de Militsch. Le 15 septembre 1853, Wilczeck s'engage dans le 31e régiment d'infanterie de l'armée prussienne et est promu sous-lieutenant au début de février 1856. En tant que tel, il est transféré à la mi-novembre 1859 dans le 7e bataillon de chasseurs à pied (de)  et admis dans l'Ordre de Saint-Jean en janvier de l'année suivante. En juillet 1864, il est promu premier lieutenant et en 1866, il dirige une compagnie dans les batailles de Münchengrätz et Sadowa pendant la guerre contre l'Autriche. Après la guerre, Wilczeck devient capitaine et commandant de compagnie le 13 décembre 1866. En cette qualité, il travaille du 9 février 1867 au 1er avril 1870 dans le 10e bataillon de chasseurs à pied (de). Il est ensuite transféré au bataillon de chasseurs à pied de la Garde (de) en tant que commandant de compagnie. Wilczeck participe aux batailles de Saint-Privat, Beaumont et Sedan avec sa compagnie après le début de la guerre contre la France. Lors du siège de Paris, il est transféré le 20 octobre 1870 au 1er bataillon de chasseurs à pied de réserve.
Décoré des deux classes de la croix de fer, Wilczeck retourne dans le bataillon de chasseurs de la Garde après le traité de paix de Versailles le 4 mars 1871. Fin décembre 1875, il est transféré au régiment de fusiliers de la Garde, où il est peu après promu au grade de major et, à la mi-mai 1876, au rang d'officier d'état-major. À la fin de l'été, il est envoyé comme observateur aux manœuvres militaires russes près de Varsovie. Du 10 février 1878 au 10 décembre 1880, Wilczeck commande le 2e bataillon et reçoit ensuite le commandement du bataillon de chasseurs à pied de la Garde. À ce poste, il devient colonel jusqu'à la mi-septembre 1886 et est nommé commandant du 4e régiment à pied de la Garde. Le prince héritier et plus tard empereurGuillaume II devient son commandant de brigade en 1887. Sous la position à la suite de son régiment, il est d'abord chargé le 22 mars 1889 de la direction de la 2e brigade d'infanterie de la Garde et, avec sa promotion au grade de major général, il est nommé commandant de cette grande unité. En tant que lieutenant-général, il commande ensuite la 9e division d'infanterie à Glogau. C'est à ce poste qu'il devient chevalier de l'ordre de Saint-Jean en juin 1896 et est décoré de l'ordre de la Couronne de 1re classe en septembre 1896.
Le 27 janvier 1897, il prend deux mois de vacances pour se refaire une santé. Comme il n'y a pas d'amélioration, Wilczeck est relevé de son commandement le 17 mars 1897 et transféré aux officiers de l'armée. Wilczeck reçoit le 17 avril 1897 le caractère de général d'infanterie et est nommé gouverneur de Cologne le 28 avril 1897. Guillaume II lui décerne la Grand-Croix de l'ordre de l'Aigle rouge avec feuilles de chêne à la mi-juin 1898. En approbation de sa demande d'adieu et d'un cadeau gracieux de 2000 marks, il est mis à disposition le 16 juin 1901 avec sa pension légale. Il décède à Wiesbaden d'une accident vasculaire cérébral et est enterré au cimetière de Melaten à Cologne.

### Famille
Wilczeck se marie le 13 novembre 1865 à Hau avec Jacqueline d'Hervaud Bigot de Villandry (1845-1919). Le mariage se termine par un divorce et il se remarie le 28 septembre 1881 à Flensbourg avec Agnes Warder (1855–1883). Après sa mort prématurée, Wilczeck se remarie le 15 juillet 1890 à Altefähr Antonie von Mühlenfels (1844–1892). Les mariages donnent naissance plusieurs enfants, dont les fils:
- Jacques (né en 1866), lieutenant prussien
- Ernst (1868-1952), colonel allemand [5]

- Kuno (1872-1914), major prussien, tué à La Bourgonce au début de la Première Guerre mondiale[6] marié avec Elsa Krohn

filles :
- Alice Cecilia Bianca Anna (née le 5 juin 1882)
- Agnès Frederika Laura (19 août 1883 – 8 juin 1971)
- Erna Bianca Emmely (morte le 13 septembre 1883), sœur jumelle d'Agnès